# Alt Vinalopó

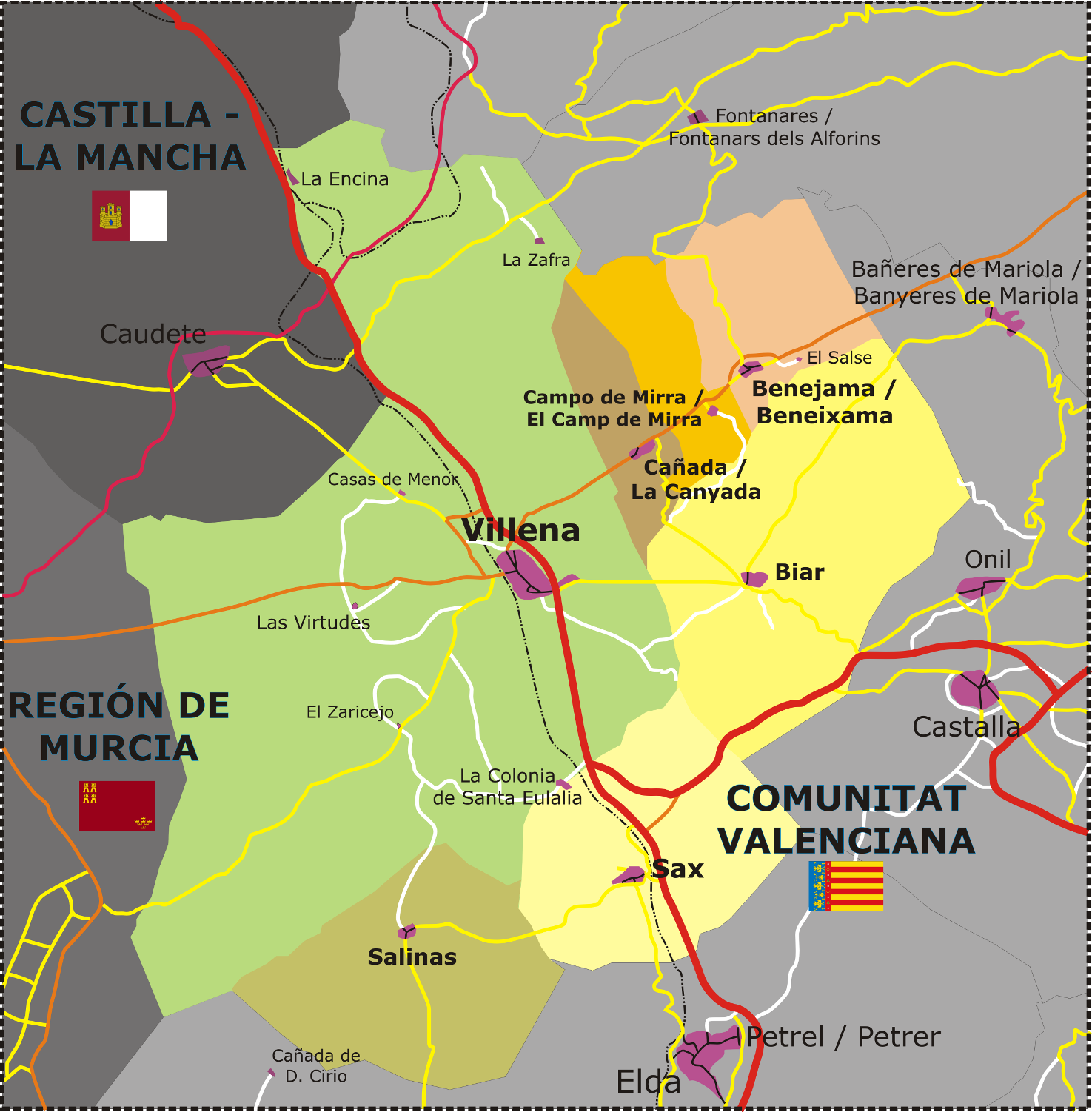
Vies de comunicació de l'Alt Vinalopó (2008).

L'Alt Vinalopó és una comarca del sud del País Valencià, situada al nord-est de la província d'Alacant. Deu el seu nom al fet que geogràficament es troba a la part alta del riu Vinalopó i la seua capital és Villena. Té una superfície de 644,76 km² i l'any 2015 tenia 52.731 habitants. L'economia de la comarca es basa en la indústria tèxtil i del calçat, entre altres i en grau més baix en l'agricultura i els serveis. La temperatura mitjana anual és de 14 °C i la precipitació mitjana anual de 359 mm.

## Geografia
Limita pel nord amb la Costera i la Vall d'Albaida, a l'est amb l'Alcoià, al sud amb el Vinalopó Mitjà i a l'oest amb Castella-la Manxa i la Regió de Múrcia. A més a més, les localitats d'aquesta comarca tenen una relació sociocultural i econòmica important amb la localitat de Cabdet que geogràficament en forma part, però que es troba dins la província d'Albacete, no obstant haver sigut històricament valenciana.

## Municipis
Les dades bàsiques dels «7 municipis», amb les xifres de població del padró municipal d'habitants 2023, són:
| Municipi           | Habitants (2023) | Sup. (km²) | Dens. (2023) (hab./km²) |
| ------------------ | ---------------- | ---------- | ----------------------- |
| Villena            | 34.144           | 345,6      | 98,8                    |
| Saix               | 10.072           | 63,5       | 158,6                   |
| Biar               | 3.607            | 98,2       | 36,7                    |
| Salines            | 1.733            | 61,7       | 28,1                    |
| Beneixama          | 1.697            | 34,9       | 48,6                    |
| la Canyada de Biar | 1.210            | 19,3       | 62,7                    |
| el Camp de Mirra   | 442              | 21,8       | 20,3                    |
| Alt Vinalopó       | 52.905           | 645,0      | 82,0                    |

## Història
Es tracta d'una comarca heterogènia des del punt de vista històric, lingüístic i cultural. Va ser declarada com a Delimitació Territorial Homologada l'any 1989 pel Decret de 6 de juny del Govern Valencià. Els dos nuclis més poblats, Villena i Saix, són d'origen castellà i van ser integrats a la província d'Alacant l'any 1836. Encara que inicialment van ser conquerides el 1240 pel comanador d'Alcanyís en nom de Jaume I i de la Corona d'Aragó, aquestes poblacions van ser cedides a Castella pel Tractat d'Almizra el 1244. A l'Alt Vinalopó s'inclouen també els municipis històricament valencians de Salines (castellanoparlant) i els valencianoparlants de la Vall de Biar i la Vall de Beneixama: Beneixama, Biar, el Camp de Mirra i la Canyada de Biar. La delimitació actual correspon a grans trets amb el que ha sigut el partit judicial de Villena des que va passar a formar part de la província d'Alacant, encara que exclou a Onil i Castalla, que hi van pertànyer fins fa poc. Les antigues comarques dels Plans de Villena i les Valls d'Alcoi apareixen al mapa de comarques d'Emili Beüt "Comarques naturals del Regne de València" publicat l'any 1934.

## Llengües
Els municipis ja mencionats de Villena, Saix, i Salines són de predomini lingüístic castellà (en la modalitat murciana) mentre que la resta de municipis (Beneixama, Biar, el Camp de Mirra, i la Canyada de Biar) pertanyen a l'àmbit lingüístic valencià.
A 1991, el grau de coneixement es distribuïa de la següent manera:
| Beneixama        | 3,9%  | 98,5% | 85,9% | 50,9% | 27,1% |
| Biar             | 7,3%  | 98,9% | 88,7% | 64,4% | 27,4% |
| el Camp de Mirra | 0,8%  | 99,7% | 89,7% | 41,2% | 19,2% |
| la Canyada       | 2,3%  | 98,7% | 91,7% | 56,8% | 22,2% |
| Salines          | 2,3%  | 65,3% | 13,6% | 3,4%  | 1,0%  |
| Saix             | 17,6% | 34,6% | 13,6% | 1,8%  | 0,5%  |
| Villena          | 65,9% | 29,9% | 5,1%  | 3,4%  | 1,0%  |
| Total agregat    |       | 41,4% | 18,7% | 11,0% | 4,5%  |

Com es pot observar, les quantitats relatives a la capital són mínimes comparades amb les d'altres poblacions de la comarca com ara la Canyada o Biar, on quasi el 100% de la població l'entén i aproximadament el 90% el sap parlar, i són menors fins i tot que les de Saix i Salines, els altres dos municipis de predomini castellà.
Com que des de 1991 han augmentat les mesures per a la difusió del valencià en tota la Comunitat, i ha existit un augment de la presència del valencià, en 2001 les xifres publicades per la Conselleria d'Educació per a tota la comarca eren sobre un 20% de mitjana superiors a les de feia 11 anys, tenint en compte que el 15,6% de la població pertany a municipis valencianoparlants.
| l'Alt Vinalopó | 69,37% | 24,47% | 26,07% | 12,41% |